# EBLM J0555-57
EBLM J0555-57是一個距離地球約600光年的三合星系統。系統中的EBLM J0555-57Ab是該系統中體積最小的成員星，軌道週期7.8日，並且自發現起該恆星是已知足以讓核心中進行氫核融合反應的恆星中質量最小者。

## 恆星系統
EBLM J0555-57，即CD−57 1311，,是一個位於繪架座的三合星系統，其中兩顆類太陽恆星是望遠鏡可辨認的目視聯星，在天球上距離2.5"。這兩顆恆星中，EBLM J0555-57Aa是視星等9.98的F8恆星，另一顆EBLM J0555-57B的視星等為10.76。目前尚未觀測到這兩顆恆星之間的軌道運動，但它們有接近相等的徑向速度，並且兩者被認為有重力交互作用。
系統中的EBLM J0555-57A本身是一個食聯星系統（伴星EBLM J0555-57Ab環繞主星EBLM J0555-57Aa）。天文學家在近紅外線波段觀測到恆星食，即搜尋系外行星時觀測的凌星現象，並且現象發生時主星亮度下降0.05%。光變曲線的形狀與恆星食持續時間讓天文學家得以判定兩顆恆星的半徑。該聯星系的軌道完整解為周期7日18時，軌道離心率0.09，軌道傾角則是幾乎完全以側面面對觀測者的89.84°，軌道半長軸則是0.08天文單位。

## EBLM J0555-57Ab
EBLM J0555-57Ab的質量大約是85 ± 4 木星質量，或太陽質量的0.081307189倍。它的半徑與土星相當。EBLM J0555-57Ab的狀態位於當前恆星模型中核心可發生氫融合的天體質量下限。EBLM J0555-57Ab是由劍橋大學與EBLM計畫（低質量食聯星，Eclipsing Binary, Low Mass）的天文學家團隊分析超廣角尋找行星計畫的凌星觀測資料時發現。天文學家另外使用都卜勒光譜學法測定該系統恆星的其他特性，即量測主星受到半星重力影響產生的徑向速度變化。

## 外部連結
- Smallest ever star discovered by astronomers（页面存档备份，存于） University of Cambridge